# Txernixovka
Txernixovka (en rus: Чернышёвка) és un poble del krai de Primórie, a l'Extrem Orient de Rússia, que en el cens del 2010 tenia 2.869 habitants.